# Igreja am Hof

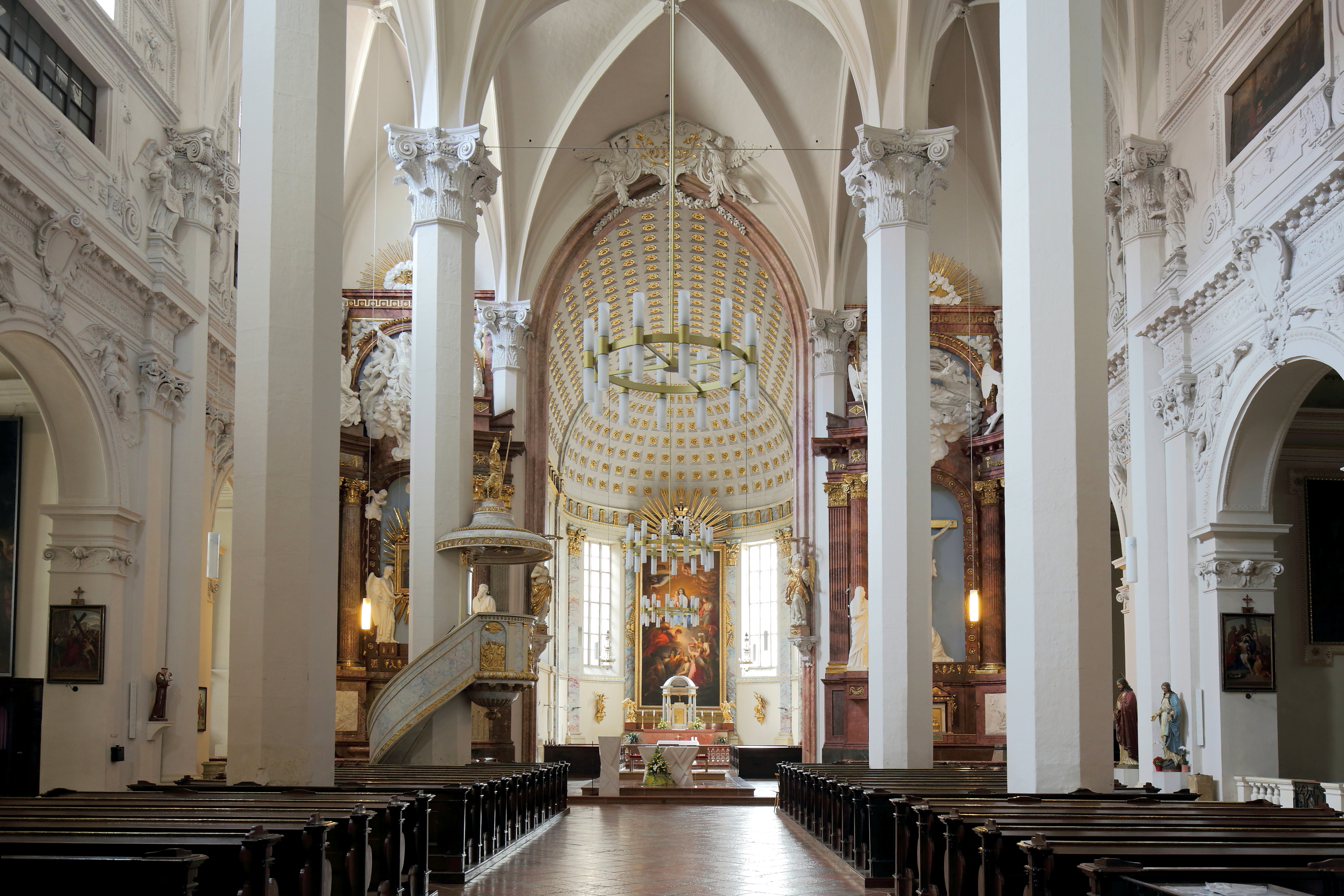
Vista interior

A Igreja am Hof (em alemão: Kirche am Hof) ou, mais formalmente, Igreja dos Nove Coros Angelicais (Kirche zu den neun Chören der Engel), é um local de culto em Viena, localizado na praça central Am Hof. Foi construída entre 1386 e 1403. No entanto, a fachada principal que domina a praça só foi construída em 1662. Está localizada no lado leste da praça Am Hof, no 1º distrito de Viena, Innere Stadt.

## Descrição
O edifício, em estilo gótico, foi construído entre 1386 e 1403, mas em 1607 sofreu um grave incêndio, e durante as obras de restauro aproveitou-se para o modernizar segundo as últimas tendências ditadas pelo estilo barroco. Em 1662 a fachada barroca foi reconstruída segundo o projeto de Carlo Antonio Carlone.
A fachada, que representa a primeira obra significativa da arquitetura barroca, é caracterizada por proeminentes alas laterais que se ligam aos edifícios circundantes, enquanto o eixo central é sublinhado por uma grande janela retangular encimada por um frontão e um alto sótão embelezado com numerosas estátuas.
O interior, gótico, está dividido em três naves em forma de salão por esbeltos pilares octogonais, barrocos com a adição de capitéis coríntios, que suportam abóbadas de cruzaria.
As capelas laterais apresentam uma divisória decorativa barroca com estuque branco com vista para as naves.
O coro foi transformado em 1798, no estilo neoclássico e conserva no altar-mor o grande retábulo contemporâneo de G.J. Däringer representando Maria e os Nove Coros de Anjos.